# Ein Tirol

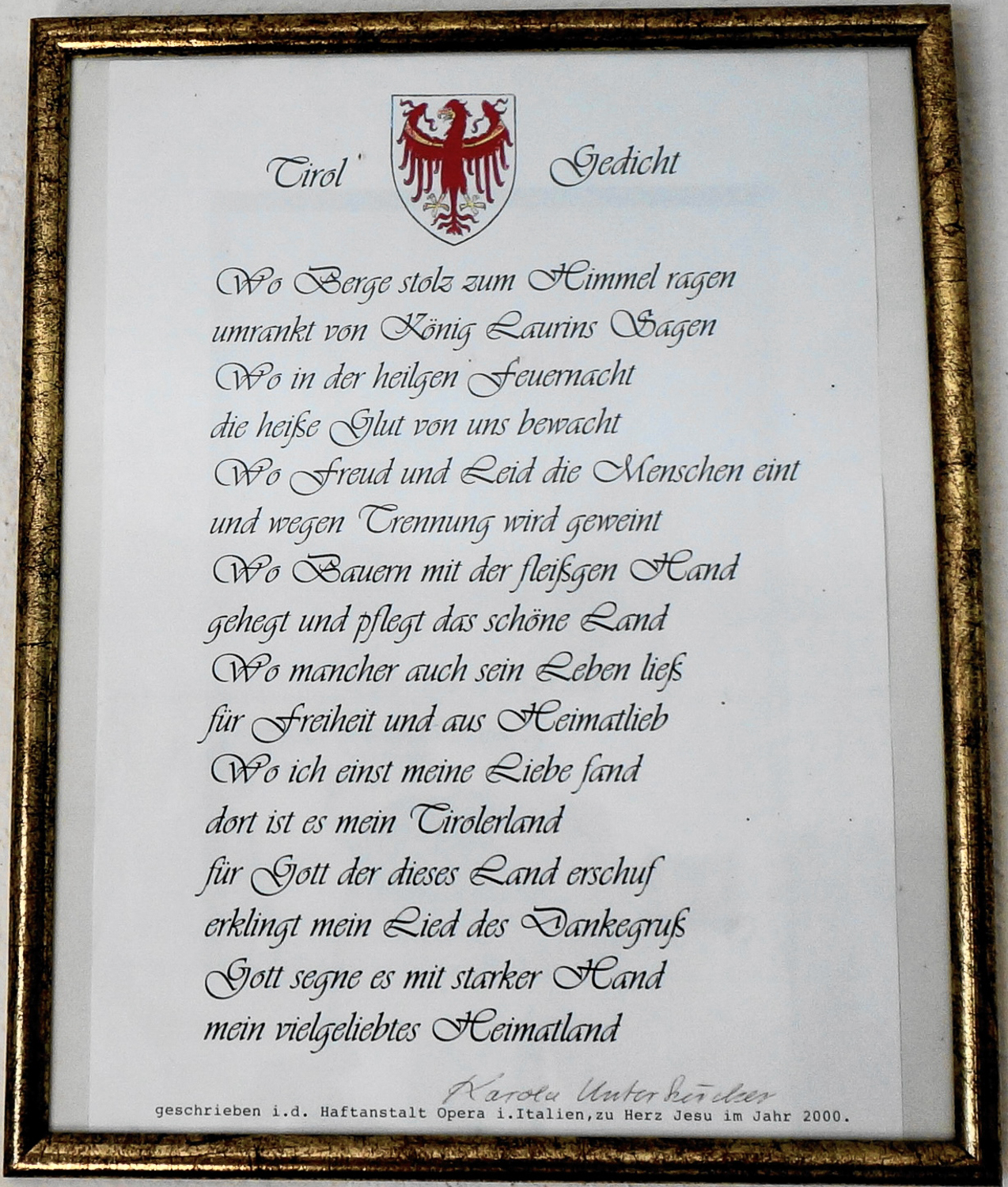
Tirol Gedicht geschrieben in der Haftanstalt Opera in Mailand im Jahr 2000 von Karola Unterkircher

Ein Tirol war eine Terrororganisation, die in den 1980er Jahren in Südtirol Sprengstoffanschläge durchführte.

## Geschichtlicher Kontext
Mehr als zehn Jahre nach den letzten Anschlägen in Südtirol Ende der 1960er Jahre (s. Befreiungsausschuss Südtirol) und nachdem mit der Umsetzung des Südtirol-Pakets begonnen und das Zweite Autonomiestatut eingeführt wurde, explodierten ab 1978 wieder Bomben. Anschläge wie die auf das Siegesdenkmal in Bozen, den Kapuzinerwastl (Alpini-Denkmal zum Abessinienkrieg) in Bruneck und das Grab des faschistischen Senators Ettore Tolomei in Montan bildeten den Anfang einer neuen zehnjährigen Anschlagsserie. Auf die Attentate wurde ebenfalls mit Gewalt geantwortet: Anschläge auf das Haus von Landeshauptmann Silvius Magnago, das Andreas-Hofer-Denkmal in Meran und verschiedene Hotels sowie Vergiftung von Äpfeln auf Bäumen waren die „italienische Antwort“, ausgeführt von den Gruppen Associazione Protezione Italiani („Vereinigung zum Schutz der Italiener“) und Movimento Italiani Alto Adige („Bewegung der Italiener in Oberetsch“ (italienischer Begriff für Südtirol)).

## Aktivitäten der Gruppe
Ab 1986, nach einer erneut ruhigeren Periode mit nur noch vereinzelten Aktionen, war die Gruppierung Ein Tirol aktiv. Zu ihr gehörten Karl Außerer, Karola Unterkircher, Peter Paul Volgger und Karl Zwischenbrugger. Sie verübte die Attentate vor wichtigen politischen Ereignissen oder Wahlterminen.
- Rohrbombenanschlag auf den Sitz der Radiotelevisione Italiana am Mazzini-Platz in Bozen
- Anschlag auf eine Druckrohrleitung eines Kraftwerkes in Lana
- Anschlag auf das Geldinstitut Banco di Roma
- Anschlag auf ein Gebäude der staatlichen Telefongesellschaft SIP

Die Anschlagserie endete 1988 mit der Verhaftung Karl Außerers und später der anderen Mitglieder der Untergrundorganisation.